# Kasplia (rivière)
Pour les articles homonymes, voir Kasplia.
La rivière Kasplia (en russe et biélorusse : Каспля) est un cours d'eau de Russie et de Biélorussie et un affluent gauche du fleuve Daugava ou Dvina occidentale.

## Géographie
La rivière est un émissaire du lac Kasplia, qui se trouve au nord-est de Smolensk. Elle se dirige d'abord vers le nord et reçoit sur sa rive droite les eaux d'un premier affluent, la Jerespelia, puis elle arrose la ville de Demidov, où elle reçoit les eaux de la Gobza. Elle se dirige alors vers l'ouest et, après avoir parcouru 157 km dans l'oblast de Smolensk, en Russie, entre dans la voblast de Vitebsk, en Biélorussie, où son cours prend une direction nord-ouest. Elle se jette dans la Daugava près de la petite ville de Souraj.
À 13 km en amont de son point de confluence avec la Daugava, la Kasplia a un débit moyen de 39,6 m3/s.

## Histoire
Au cours de l'époque médiévale dite « Âge des Vikings », la rivière était un élément important de la route commerciale du Dniepr, grâce au portage (volok) qui reliait la Kasplia aux affluents du Dniepr, près de Gnezdovo.

## Source
- (ru) Grande Encyclopédie soviétique